# Melanie Safka
Melanie Anne Safka-Schekeryk (Nueva York, 3 de febrero de 1947-23 de enero del 2024), conocida como Melanie Safka o Melanie, fue una cantante y autora estadounidense. Creó numerosos éxitos con ventas superiores a veinticinco millones de discos, en el curso de su carrera.[cita requerida] Participó en el famoso Festival de Woodstock de 1969. Algunas de sus canciones más conocidas son: "Beautiful People", "Lay Down" y "Brand New Key".[cita requerida]

## Primeros años
Melanie se crio en Astoria, en el barrio de Queens en Nueva York.
Su primera aparición pública, a la temprana edad de 4 años, fue en el programa de radio Live Like A Millionaire interpretando la canción "Gimme a Little Kiss". Era una estudiante de la Academia Estadounidense de Arte Dramático de Nueva York cuando comenzó a cantar en clubes de folk en Greenwich Village y firmó su primer contrato de grabación.
Su primer contrato fue con la compañía discográfica Columbia Records en Estados Unidos, donde grabó dos sencillos. Más tarde, con Buddah Records, entró en la lista de éxitos en Europa cuando su canción "Bobo's Party" (1969) se convirtió en el número 1 de Francia. Su primer álbum recibió críticas muy favorables de la revista Billboard, que describió su voz como "...sabia, más allá de su edad. Su enfoque no conformista de la selección en este LP la convierte en un nuevo talento a tener en cuenta."[cita requerida]
Melanie actuó en el Festival de Woodstock, donde cantó en una noche lluviosa para medio millón de personas canciones como "Beautiful People", y de su experiencia proviene su canción emblemática Lay Down (Candles in the Rain), inspirada por la visión de la multitud encendiendo velas y mecheros en la obscuridad, durante su presentación. Una combinación de pop con góspel, con letras emocionantes y la sinceridad hippie que eran su marca, hicieron de su música un éxito en Europa, en los Estados Unidos y en todo el mundo en la primavera de 1970.[cita requerida]
Lay Down, cantada con los Edwin Hawkin Singers, fue su primer gran éxito en los Estados Unidos, y alcanzó la 6.ª posición en el Billboard 100. Le siguió el éxito de una versión del tema Ruby Tuesday, de los Rolling Stones.[cita requerida]

## Estrella hippie
Posicionada contra la Guerra de Vietnam y a favor de la generación del Verano del Amor que dominaba la contracultura estadounidense, fue la única artista en participar en el Powder Ridge Rock Festival, un festival de música cancelado por la justicia a petición de los vecinos, en Connecticut, cuando 30.000 personas ya estaban en el local sin agua ni comida, con la electricidad cortada y cantó sola para los presentes.[cita requerida]
Poco después, fue a Inglaterra y actuó en el Festival de la Isla de Wight, donde fue presentada por Keith Moon, baterista de The Who, y ovacionada de pie por las 600.000 personas.[cita requerida]
Después de dejar Buddah Records por la insistencia de la discográfica para que grabase más álbumes, en 1971 montó su sello Neighborhood Records, con su marido y productor Peter Schekeryk. Con este sello, alcanzó su mayor éxito en EUA, y llegó al número 1 de las listas en 1972 con Brand New Key, también conocida como The Roller Skate Song. El sencillo vendió más de tres millones de copias en el mundo y fue usada como banda sonora del film de 1997 Boogie Nights.[cita requerida]

## Carrera posterior
Melanie continuó lanzando una media de un disco por año –desde 1969–. En 1976, su álbum Photograph fue considerado uno de los mejores del año por The New York Times, pero ignorado por el gran público.[cita requerida]
Con más de 80 millones de discos vendidos en su carrera, vivió en Nashville (Tennessee).[cita requerida]

## Vida personal
Melanie era vegetariana a principios de los años 1970; también practicó el ayuno.
Se casó con el productor discográfico Peter Schekeryk en 1968. Tuvieron tres hijos: su hija Leilah nació el 3 de octubre de 1973; su hija Jeordie el 27 de marzo de 1975; y su hijo Beau Jarred el 11 de septiembre de 1980. Leilah y Jeordie, cuando tenían siete y seis años, lanzaron una versión de "There's No One Quite Like Grandma" que llegó a las listas de Canadá, alcanzando el puesto 27. Peter murió en 2010.
Melanie se identificó en política como libertaria: "Soy una libertaria total y no soy demócrata, socialista ni republicana". Durante un tiempo, al inicio de su carrera, Melanie fue seguidora de Meher Baba y esto influyó en algunas de sus canciones (como "Love to Lose Again" y "Candles in the Rain"). Dijo que, en 2006, pasó por una experiencia que le cambió la vida con Mata Amritanandamayi o Amma ("Madre") como también se la conoce, o como la "santa abrazadora" de la India, lo que inspiró a Melanie a escribir "Maternidad de amor".

## Fallecimiento
Melanie residía cerca de Nashville, Tennessee. Falleció el 23 de enero de 2024, a los 76 años.

## Discografía
- 1968 – Born to Be
- 1969 – Affectionately/Melanie
- 1970 – Melanie/Candles in the Rain
- 1970 – Leftover Wine
- 1970 – RPM – Soundtrack
- 1971 – All the Right Noises – Soundtrack
- 1971 – The Good Book
- 1971 – Gather Me
- 1971 – Live at Montreux
- 1971 – Garden in the City
- 1972 – Stoneground Words
- 1973 – Melanie at Carnegie Hall
- 1973 – Please Love Me
- 1974 – Madrugada
- 1974 – As I See It Now
- 1975 – Sunset and Other Beginnings
- 1976 – Photograph
- 1978 – Phonogenic/Not Just Another Pretty Face
- 1979 – Ballroom Streets
- 1982 – Arabesque
- 1983 – Seventh Wave
- 1985 – Am I Real or What
- 1987 – Melanie
- 1989 – Cowabonga
- 1991 – Precious Cargo
- 1993 – Freedom Knows My Name
- 1993 – Silver Anniversary Unplugged
- 1995 – Old Bitch Warrior
- 1996 – Unchained Melanie
- 1996 – Her Greatest Hits Live & New
- 1997 – Lowcountry
- 1997 – On Air
- 1997 – Antlers
- 2002 – Moments from my life
- 2002 – Crazy Love
- 2004 – Paled by Dimmer Light
- 2005 – Photograph Double Exposure
- 2010 – Ever Since You Never Heard of Me